# Чемпионат России по кёрлингу среди смешанных пар 2014
Чемпионат России по кёрлингу среди смешанных пар 2014 года (Чемпионат России по кёрлингу в дисциплине дабл-микст 2014) проводился с 23 по 26 января в городе Дмитров на арене Центр фигурного катания и кёрлинга МУ СК «Дмитров».
В турнире приняло участие 24 команды из Москвы (7 команд), Санкт-Петербурга (7 команд), Московской области (7 команд), Челябинска (1 команда), Смоленска (1 команда), Калининграда (1 команда).
Победитель чемпионата получал право выступать как сборная России на чемпионате мира 2014, который состоялся в апреле 2014 в городе Дамфрис (Шотландия).
Чемпионами России стала команда «Сборная Санкт-Петербурга-1», победившая в финале команду «Московская область-2» со счётом ?:?. Третье место заняла команда «Сборная Санкт-Петербурга-2», победившая в матче за бронзу команду «Сборная Санкт-Петербурга-6» со счётом ?:?.

## Формат соревнований
Команды разбиваются на 4 группы (A, B, C, D) по 6 команд, где играют друг с другом по круговой системе в один круг. На групповом этапе командам начисляются очки: за победу — 3 очка, за поражение — 1 очко, за неявку на матч — 0 очков. Затем 8 команд, занявшие в группах 1-е и 2-е места, выходят в плей-офф, где играют по олимпийской системе. Сначала команды встречаются в четвертьфиналах; затем победители четвертьфиналов встречаются в полуфиналах; победители полуфиналов в финале разыгрывают 1-е и 2-е места, проигравшие в полуфиналах разыгрывают между собой 3-е и 4-е места.

## Команды
|          | Команда                       | Кёрлингист 1      | Кёрлингист 2            | Тренер |
| -------- | ----------------------------- | ----------------- | ----------------------- | ------ |
| Группа A |                               |                   |                         |        |
| A1       | Сборная Санкт-Петербург-2     | Илья Бадилин      | Оксана Гертова          |        |
| A2       | Московская область-4          | Алексей Куликов   | Ольга Котельникова      |        |
| A3       | Сборная Москвы-1              | Александр Кириков | Надежда Лепезина        |        |
| A4       | Новая Лига (Москва)           | Владимир Анисимов | Елена Излису            |        |
| A5       | СДЮШОР «Москвич»-3            | Лев Пузаков       | Людмила Прививкова      |        |
| A6       | Московская область-5          | Кирилл Савенков   | Марина Веренич          |        |
| Группа B |                               |                   |                         |        |
| B1       | Снеговики (Челябинск)         | Данила Лямаев     | Яна Быковская           |        |
| B2       | Сборная Москвы-3              | Вадим Голов       | Екатерина Кузьмина      |        |
| B3       | Сборная Санкт-Петербурга-4    | Яна Гаршина       | Владислав Гончаренко    |        |
| B4       | Сборная Санкт-Петербурга-7    | Иван Уледев       | Ника Моисеева           |        |
| B5       | Московская область-1          | Михаил Васьков    | Анастасия Москалёва     |        |
| B6       | Московская область-6          | Павел Мишин       | Марина Вдовина          |        |
| Группа C |                               |                   |                         |        |
| C1       | Московская область-3          | Александр Ерёмин  | Дарья Морозова          |        |
| C2       | Московская область-7          | Анна Грецкая      | Александр Коршунов      |        |
| C3       | Смоленская область (Смоленск) | Вадим Стебаков    | Алла Костенко           |        |
| C4       | Сборная Санкт-Петербурга-6    | Олеся Колесникова | Пантелеймон Лаппо       |        |
| C5       | Сборная Москвы-2              | Игорь Сетдеков    | Римма Шаяфетдинова      |        |
| C6       | Сборная Санкт-Петербурга-3    | Мария Рустамова   | Иван Александров        |        |
| Группа D |                               |                   |                         |        |
| D1       | Московская область-2          | Дмитрий Антипов   | Дарья Стёксова          |        |
| D2       | Сборная Санкт-Петербурга-1    | Виктория Моисеева | Александр Крушельницкий |        |
| D3       | СДЮШОР «Москвич»-2            | Александр Челышев | Алина Андросова         |        |
| D4       | СДЮШОР «Москвич»-1            | Данила Цымбал     | Надежда Карелина        |        |
| D5       | Сборная Санкт-Петербурга-5    | Мария Дуюнова     | Александр Орлов         |        |
| D6       | Калининград                   | Валерий Большаков | Мария Волошина          |        |

## Результаты соревнований
Время начала матчей указано по московскому времени (UTC+3).

### Групповой этап

#### Группа A
| Место | Команда                    | 1    | 2    | 3    | 4   | 5    | 6    | В | П | О  |
| ----- | -------------------------- | ---- | ---- | ---- | --- | ---- | ---- | - | - | -- |
| 1     | Сборная Санкт-Петербурга-2 | *    | 1:8  | 7:6  | 7:4 | 7:6  | 12:2 | 4 | 1 | 13 |
| 2     | СДЮСШОР-Москвич 3          | 8:1  | *    | 10:9 | 4:8 | 7:9  | 6:5  | 3 | 2 | 11 |
| 3     | Московская область-4       | 6:7  | 9:10 | *    | 8:4 | 10:5 | 11:3 | 3 | 2 | 11 |
| 4     | Сборная Москвы-1           | 4:7  | 8:4  | 4:8  | *   | 9:6  | 6:8  | 2 | 3 | 9  |
| 5     | Московская область-5       | 6:7  | 9:7  | 5:10 | 6:9 | *    | 10:5 | 2 | 3 | 9  |
| 6     | Новая лига                 | 2:12 | 5:6  | 3:11 | 8:6 | 5:10 | *    | 1 | 4 | 7  |

#### Группа B
| Место | Команда                    | 1   | 2    | 3    | 4    | 5   | 6   | В | П | О  |
| ----- | -------------------------- | --- | ---- | ---- | ---- | --- | --- | - | - | -- |
| 1     | Сборная Москвы-3           | *   | 8:3  | 7:3  | 3:8  | 6:5 | 8:0 | 4 | 1 | 13 |
| 2     | Московская область-1       | 3:8 | *    | 11:7 | 10:1 | 9:1 | 8:0 | 4 | 1 | 13 |
| 3     | Сборная Санкт-Петербурга-4 | 3:7 | 7:11 | *    | 4:6  | 8:7 | 9:8 | 2 | 3 | 9  |
| 4     | Снеговики                  | 8:3 | 1:10 | 6:4  | *    | 6:9 | 7:8 | 2 | 3 | 9  |
| 5     | Московская область-6       | 5:6 | 1:9  | 7:8  | 9:6  | *   | 8:7 | 2 | 3 | 9  |
| 6     | Сборная Санкт-Петербурга-7 | 0:8 | 0:8  | 8:9  | 8:7  | 7:8 | *   | 1 | 4 | 5  |

#### Группа C
| Место | Команда                    | 1   | 2   | 3    | 4    | 5   | 6   | В | П | О  |
| ----- | -------------------------- | --- | --- | ---- | ---- | --- | --- | - | - | -- |
| 1     | Московская область-7       | *   | 8:7 | 7:4  | 8:5  | 5:8 | 7:4 | 4 | 1 | 13 |
| 2     | Сборная Санкт-Петербурга-6 | 7:8 | *   | 7:6  | 9:6  | 3:9 | 8:5 | 3 | 2 | 11 |
| 3     | Сборная Санкт-Петербурга-3 | 4:7 | 6:7 | *    | 10:2 | 8:3 | 8:2 | 3 | 2 | 11 |
| 4     | Смоленская область         | 5:8 | 6:9 | 2:10 | *    | 9:7 | 6:5 | 2 | 3 | 9  |
| 5     | Московская область-3       | 8:5 | 9:3 | 3:8  | 7:9  | *   | 5:7 | 2 | 3 | 9  |
| 6     | Сборная Москвы-2           | 4:7 | 5:8 | 2:8  | 5:6  | 7:5 | *   | 1 | 4 | 6  |

#### Группа D
| Место | Команда                    | 1    | 2    | 3    | 4    | 5    | 6    | В | П | О  |
| ----- | -------------------------- | ---- | ---- | ---- | ---- | ---- | ---- | - | - | -- |
| 1     | Сборная Санкт-Петербурга-1 | *    | 11:2 | 9:4  | 8:6  | 6:4  | 10:1 | 5 | 0 | 15 |
| 2     | Московская область-2       | 2:11 | *    | 9:3  | 6:2  | 8:7  | 8:4  | 4 | 1 | 13 |
| 3     | СДЮСШОР "Москвич"-1        | 4:9  | 3:9  | *    | 2:11 | 6:5  | 13:5 | 2 | 3 | 9  |
| 4     | СДЮСШОР "Москвич"-2        | 6:8  | 2:6  | 11:2 | *    | 9:10 | 12:4 | 2 | 3 | 9  |
| 5     | Сборная Санкт-Петербурга-5 | 4:6  | 7:8  | 5:6  | 10:9 | *    | 12:1 | 2 | 3 | 9  |
| 6     | Калининград                | 1:10 | 4:8  | 5:13 | 4:12 | 1:12 | *    | 0 | 5 | 5  |

     Проходят в плей-офф.

### Плей-офф
|  | Четвертьфинал              | Четвертьфинал              | Четвертьфинал              | Четвертьфинал              | Четвертьфинал              | Четвертьфинал              | Четвертьфинал              | Четвертьфинал              | Четвертьфинал              | Четвертьфинал              |                            |                            | Полуфинал                  | Полуфинал                  | Полуфинал                  | Полуфинал                  | Полуфинал                  | Полуфинал                  | Полуфинал                  | Полуфинал            | Полуфинал            | Полуфинал            |                      |                      | Финал                      | Финал                      | Финал                      | Финал                      | Финал                      | Финал                      | Финал                      | Финал                      | Финал                      | Финал |
|  |                            |                            |                            |                            |                            |                            |                            |                            |                            |                            |                            |                            |                            |                            |                            |                            |                            |                            |                            |                      |                      |                      |                      |                      |                            |                            |                            |                            |                            |                            |                            |                            |                            |       |
|  | Сборная Санкт-Петербурга-2 | Сборная Санкт-Петербурга-2 | Сборная Санкт-Петербурга-2 | Сборная Санкт-Петербурга-2 | Сборная Санкт-Петербурга-2 | Сборная Санкт-Петербурга-2 | Сборная Санкт-Петербурга-2 | Сборная Санкт-Петербурга-2 | Сборная Санкт-Петербурга-2 | 8                          |                            |                            |                            |                            |                            |                            |                            |                            |                            |                      |                      |                      |                      |                      |                            |                            |                            |                            |                            |                            |                            |                            |                            |       |
|  | Сборная Санкт-Петербурга-2 | Сборная Санкт-Петербурга-2 | Сборная Санкт-Петербурга-2 | Сборная Санкт-Петербурга-2 | Сборная Санкт-Петербурга-2 | Сборная Санкт-Петербурга-2 | Сборная Санкт-Петербурга-2 | Сборная Санкт-Петербурга-2 | Сборная Санкт-Петербурга-2 | 8                          |                            |                            |                            |                            |                            |                            |                            |                            |                            |                      |                      |                      |                      |                      |                            |                            |                            |                            |                            |                            |                            |                            |                            |       |
|  | Московская область-1       | Московская область-1       | Московская область-1       | Московская область-1       | Московская область-1       | Московская область-1       | Московская область-1       | Московская область-1       | Московская область-1       | 7                          |                            |                            |                            |                            |                            |                            |                            |                            |                            |                      |                      |                      |                      |                      |                            |                            |                            |                            |                            |                            |                            |                            |                            |       |
|  | Московская область-1       | Московская область-1       | Московская область-1       | Московская область-1       | Московская область-1       | Московская область-1       | Московская область-1       | Московская область-1       | Московская область-1       | 7                          | Сборная Санкт-Петербурга-2 | Сборная Санкт-Петербурга-2 | Сборная Санкт-Петербурга-2 | Сборная Санкт-Петербурга-2 | Сборная Санкт-Петербурга-2 | Сборная Санкт-Петербурга-2 | Сборная Санкт-Петербурга-2 | Сборная Санкт-Петербурга-2 | Сборная Санкт-Петербурга-2 | 2                    |                      |                      |                      |                      |                            |                            |                            |                            |                            |                            |                            |                            |                            |       |
|  |                            |                            |                            |                            |                            |                            |                            |                            |                            |                            | Сборная Санкт-Петербурга-2 | Сборная Санкт-Петербурга-2 | Сборная Санкт-Петербурга-2 | Сборная Санкт-Петербурга-2 | Сборная Санкт-Петербурга-2 | Сборная Санкт-Петербурга-2 | Сборная Санкт-Петербурга-2 | Сборная Санкт-Петербурга-2 | Сборная Санкт-Петербурга-2 | 2                    |                      |                      |                      |                      |                            |                            |                            |                            |                            |                            |                            |                            |                            |       |
|  |                            |                            | Московская область-2       | Московская область-2       | Московская область-2       | Московская область-2       | Московская область-2       | Московская область-2       | Московская область-2       | Московская область-2       | Московская область-2       | 10                         |                            |                            |                            |                            |                            |                            |                            |                      |                      |                      |                      |                      |                            |                            |                            |                            |                            |                            |                            |                            |                            |       |
|  | Московская область-7       | Московская область-7       | Московская область-7       | Московская область-7       | Московская область-7       | Московская область-7       | Московская область-7       | Московская область-7       | Московская область-7       | Московская область-2       | Московская область-2       | 10                         | 6                          |                            |                            |                            |                            |                            |                            |                      |                      |                      |                      |                      |                            |                            |                            |                            |                            |                            |                            |                            |                            |       |
|  | Московская область-7       | Московская область-7       | Московская область-7       | Московская область-7       | Московская область-7       | Московская область-7       | Московская область-7       | Московская область-7       | Московская область-7       |                            |                            |                            | 6                          |                            |                            |                            |                            |                            |                            |                      |                      |                      |                      |                      |                            |                            |                            |                            |                            |                            |                            |                            |                            |       |
|  | Московская область-2       | Московская область-2       | Московская область-2       | Московская область-2       | Московская область-2       | Московская область-2       | Московская область-2       | Московская область-2       | Московская область-2       | 8                          |                            |                            |                            |                            |                            |                            |                            |                            |                            |                      |                      |                      |                      |                      |                            |                            |                            |                            |                            |                            |                            |                            |                            |       |
|  | Московская область-2       | Московская область-2       | Московская область-2       | Московская область-2       | Московская область-2       | Московская область-2       | Московская область-2       | Московская область-2       | Московская область-2       | 8                          |                            |                            |                            |                            |                            |                            |                            |                            |                            |                      |                      |                      | Московская область-2 | Московская область-2 | Московская область-2       | Московская область-2       | Московская область-2       | Московская область-2       | Московская область-2       | Московская область-2       | Московская область-2       | ?                          |                            |       |
|  |                            |                            |                            |                            |                            |                            |                            |                            |                            |                            |                            |                            |                            |                            |                            |                            |                            |                            |                            |                      |                      |                      | Московская область-2 | Московская область-2 | Московская область-2       | Московская область-2       | Московская область-2       | Московская область-2       | Московская область-2       | Московская область-2       | Московская область-2       | ?                          |                            |       |
|  |                            |                            | Сборная Санкт-Петербурга-1 | Сборная Санкт-Петербурга-1 | Сборная Санкт-Петербурга-1 | Сборная Санкт-Петербурга-1 | Сборная Санкт-Петербурга-1 | Сборная Санкт-Петербурга-1 | Сборная Санкт-Петербурга-1 | Сборная Санкт-Петербурга-1 | Сборная Санкт-Петербурга-1 | ?                          |                            |                            |                            |                            |                            |                            |                            |                      |                      |                      |                      |                      |                            |                            |                            |                            |                            |                            |                            |                            |                            |       |
|  | Сборная Санкт-Петербурга-1 | Сборная Санкт-Петербурга-1 | Сборная Санкт-Петербурга-1 | Сборная Санкт-Петербурга-1 | Сборная Санкт-Петербурга-1 | Сборная Санкт-Петербурга-1 | Сборная Санкт-Петербурга-1 | Сборная Санкт-Петербурга-1 | Сборная Санкт-Петербурга-1 | Сборная Санкт-Петербурга-1 | Сборная Санкт-Петербурга-1 | ?                          | 10                         |                            |                            |                            |                            |                            |                            |                      |                      |                      |                      |                      |                            |                            |                            |                            |                            |                            |                            |                            |                            |       |
|  | Сборная Санкт-Петербурга-1 | Сборная Санкт-Петербурга-1 | Сборная Санкт-Петербурга-1 | Сборная Санкт-Петербурга-1 | Сборная Санкт-Петербурга-1 | Сборная Санкт-Петербурга-1 | Сборная Санкт-Петербурга-1 | Сборная Санкт-Петербурга-1 | Сборная Санкт-Петербурга-1 |                            |                            |                            | 10                         |                            |                            |                            |                            |                            |                            |                      |                      |                      |                      |                      |                            |                            |                            |                            |                            |                            |                            |                            |                            |       |
|  | СДЮСШОР-Москвич-3          | СДЮСШОР-Москвич-3          | СДЮСШОР-Москвич-3          | СДЮСШОР-Москвич-3          | СДЮСШОР-Москвич-3          | СДЮСШОР-Москвич-3          | СДЮСШОР-Москвич-3          | СДЮСШОР-Москвич-3          | СДЮСШОР-Москвич-3          | 2                          |                            |                            |                            |                            |                            |                            |                            |                            |                            |                      |                      |                      |                      |                      |                            |                            |                            |                            |                            |                            |                            |                            |                            |       |
|  | СДЮСШОР-Москвич-3          | СДЮСШОР-Москвич-3          | СДЮСШОР-Москвич-3          | СДЮСШОР-Москвич-3          | СДЮСШОР-Москвич-3          | СДЮСШОР-Москвич-3          | СДЮСШОР-Москвич-3          | СДЮСШОР-Москвич-3          | СДЮСШОР-Москвич-3          | 2                          | Сборная Санкт-Петербурга-1 | Сборная Санкт-Петербурга-1 | Сборная Санкт-Петербурга-1 | Сборная Санкт-Петербурга-1 | Сборная Санкт-Петербурга-1 | Сборная Санкт-Петербурга-1 | Сборная Санкт-Петербурга-1 | Сборная Санкт-Петербурга-1 | Сборная Санкт-Петербурга-1 | 7                    |                      |                      |                      |                      |                            |                            |                            |                            |                            |                            |                            |                            |                            |       |
|  |                            |                            |                            |                            |                            |                            |                            |                            |                            |                            | Сборная Санкт-Петербурга-1 | Сборная Санкт-Петербурга-1 | Сборная Санкт-Петербурга-1 | Сборная Санкт-Петербурга-1 | Сборная Санкт-Петербурга-1 | Сборная Санкт-Петербурга-1 | Сборная Санкт-Петербурга-1 | Сборная Санкт-Петербурга-1 | Сборная Санкт-Петербурга-1 | 7                    |                      |                      |                      |                      |                            |                            |                            |                            |                            |                            |                            |                            |                            |       |
|  |                            |                            | Сборная Санкт-Петербурга-6 | Сборная Санкт-Петербурга-6 | Сборная Санкт-Петербурга-6 | Сборная Санкт-Петербурга-6 | Сборная Санкт-Петербурга-6 | Сборная Санкт-Петербурга-6 | Сборная Санкт-Петербурга-6 | Сборная Санкт-Петербурга-6 | Сборная Санкт-Петербурга-6 | 5                          |                            |                            |                            |                            |                            |                            |                            |                      |                      |                      |                      |                      |                            |                            |                            |                            |                            |                            |                            |                            |                            |       |
|  | Сборная Москвы-3           | Сборная Москвы-3           | Сборная Москвы-3           | Сборная Москвы-3           | Сборная Москвы-3           | Сборная Москвы-3           | Сборная Москвы-3           | Сборная Москвы-3           | Сборная Москвы-3           | Сборная Санкт-Петербурга-6 | Сборная Санкт-Петербурга-6 | 5                          | 7                          |                            |                            | Матч за третье место       | Матч за третье место       | Матч за третье место       | Матч за третье место       | Матч за третье место | Матч за третье место | Матч за третье место | Матч за третье место | Матч за третье место | Матч за третье место       |                            |                            |                            |                            |                            |                            |                            |                            |       |
|  | Сборная Москвы-3           | Сборная Москвы-3           | Сборная Москвы-3           | Сборная Москвы-3           | Сборная Москвы-3           | Сборная Москвы-3           | Сборная Москвы-3           | Сборная Москвы-3           | Сборная Москвы-3           |                            |                            |                            | 7                          |                            |                            | Матч за третье место       | Матч за третье место       | Матч за третье место       | Матч за третье место       | Матч за третье место | Матч за третье место | Матч за третье место | Матч за третье место | Матч за третье место | Матч за третье место       |                            |                            |                            |                            |                            |                            |                            |                            |       |
|  | Сборная Санкт-Петербурга-6 | Сборная Санкт-Петербурга-6 | Сборная Санкт-Петербурга-6 | Сборная Санкт-Петербурга-6 | Сборная Санкт-Петербурга-6 | Сборная Санкт-Петербурга-6 | Сборная Санкт-Петербурга-6 | Сборная Санкт-Петербурга-6 | Сборная Санкт-Петербурга-6 | 8                          |                            |                            |                            |                            |                            |                            |                            |                            |                            |                      |                      |                      |                      |                      |                            |                            |                            |                            |                            |                            |                            |                            |                            |       |
|  | Сборная Санкт-Петербурга-6 | Сборная Санкт-Петербурга-6 | Сборная Санкт-Петербурга-6 | Сборная Санкт-Петербурга-6 | Сборная Санкт-Петербурга-6 | Сборная Санкт-Петербурга-6 | Сборная Санкт-Петербурга-6 | Сборная Санкт-Петербурга-6 | Сборная Санкт-Петербурга-6 | 8                          |                            |                            |                            |                            |                            |                            |                            |                            |                            |                      |                      |                      |                      |                      |                            |                            |                            |                            |                            |                            |                            |                            |                            |       |
|  |                            |                            |                            |                            |                            |                            |                            |                            |                            |                            |                            |                            |                            |                            |                            |                            |                            |                            |                            |                      |                      |                      |                      |                      | Сборная Санкт-Петербурга-2 | Сборная Санкт-Петербурга-2 | Сборная Санкт-Петербурга-2 | Сборная Санкт-Петербурга-2 | Сборная Санкт-Петербурга-2 | Сборная Санкт-Петербурга-2 | Сборная Санкт-Петербурга-2 | Сборная Санкт-Петербурга-2 | Сборная Санкт-Петербурга-2 | ?     |
|  |                            |                            |                            |                            |                            |                            |                            |                            |                            |                            |                            |                            |                            |                            |                            |                            |                            |                            |                            |                      |                      |                      |                      |                      | Сборная Санкт-Петербурга-2 | Сборная Санкт-Петербурга-2 | Сборная Санкт-Петербурга-2 | Сборная Санкт-Петербурга-2 | Сборная Санкт-Петербурга-2 | Сборная Санкт-Петербурга-2 | Сборная Санкт-Петербурга-2 | Сборная Санкт-Петербурга-2 | Сборная Санкт-Петербурга-2 | ?     |
|  |                            |                            |                            |                            |                            |                            |                            |                            |                            |                            |                            |                            |                            |                            |                            |                            |                            |                            |                            |                      |                      |                      |                      |                      | Сборная Санкт-Петербурга-6 | Сборная Санкт-Петербурга-6 | Сборная Санкт-Петербурга-6 | Сборная Санкт-Петербурга-6 | Сборная Санкт-Петербурга-6 | Сборная Санкт-Петербурга-6 | Сборная Санкт-Петербурга-6 | Сборная Санкт-Петербурга-6 | Сборная Санкт-Петербурга-6 | ?     |
|  |                            |                            |                            |                            |                            |                            |                            |                            |                            |                            |                            |                            |                            |                            |                            |                            |                            |                            |                            |                      |                      |                      |                      |                      | Сборная Санкт-Петербурга-6 | Сборная Санкт-Петербурга-6 | Сборная Санкт-Петербурга-6 | Сборная Санкт-Петербурга-6 | Сборная Санкт-Петербурга-6 | Сборная Санкт-Петербурга-6 | Сборная Санкт-Петербурга-6 | Сборная Санкт-Петербурга-6 | Сборная Санкт-Петербурга-6 | ?     |

### Итоговая классификация
| Место | Команда                    | И | В | П |
| ----- | -------------------------- | - | - | - |
| 1     | Сборная Санкт-Петербурга-1 | 8 | 8 | 0 |
| 2     | Московская область-2       | 8 | 6 | 2 |
| 3     | Сборная Санкт-Петербурга-2 | 8 | 6 | 2 |
| 4     | Сборная Санкт-Петербурга-6 | 8 | 4 | 4 |
| 5     | Московская область-1       | 6 | 4 | 2 |
| 5     | Московская область-7       | 6 | 4 | 2 |
| 5     | СДЮСШОР «Москвич»-3        | 6 | 3 | 3 |
| 5     | Сборная Москвы-3           | 6 | 4 | 2 |
| 9     | Московская область-4       | 5 | 3 | 2 |
| 9     | Сборная Санкт-Петербурга-4 | 5 | 2 | 3 |
| 9     | Сборная Санкт-Петербурга-3 | 5 | 3 | 2 |
| 9     | СДЮСШОР «Москвич»-1        | 5 | 2 | 3 |
| 13    | Сборная Москвы-1           | 5 | 2 | 3 |
| 13    | Снеговики (Челябинск)      | 5 | 2 | 3 |
| 13    | Смоленская область         | 5 | 2 | 3 |
| 13    | СДЮСШОР «Москвич»-2        | 5 | 2 | 3 |
| 17    | Московская область-5       | 5 | 2 | 3 |
| 17    | Московская область-6       | 5 | 2 | 3 |
| 17    | Московская область-3       | 5 | 2 | 3 |
| 17    | Сборная Санкт-Петербурга-5 | 5 | 2 | 3 |
| 21    | Новая лига (Москва)        | 5 | 1 | 4 |
| 21    | Сборная Санкт-Петербурга-7 | 5 | 1 | 4 |
| 21    | Сборная Москвы-2           | 5 | 1 | 4 |
| 21    | Калининград                | 5 | 0 | 5 |